# Дан Симънс
Дан Симънс (на английски: Dan Simmons) е американски писател на бестселъри в жанра фентъзи, хорър и научна фантастика.

## Биография и творчество
Дан Симънс е роден на 4 април 1948 г. в Пеория (Илинойс), Илинойс, САЩ.
Завършва с бакалавърска степен колежа „Уабаш“ през 1970 г. и с магистърска степен Университета на Вашингтон през 1971 г.
В периода 1971-1987 г. като начален учител по химия в Мисури, Ню Йорк и Колорадо. След това напуска работата си и се посвещава на писателската си кариера. Понякога преподава творческо писане в университетите.
Най-известен с научнофантастичния си роман Хиперион, който му донася наградата Хюго. Другите романи от тази поредица са Падането на Хиперион, Ендимион и Триумфът на Ендимион. Той често обединява жанрове като научна фантастика, ужаси и фентъзи, понякога в един и същи роман.

### Хиперион
1. Хиперион (1989) – Хюго 1990, Награда Локус 1990
2. Падането на Хиперион (1990)
3. Ендимион (1996)
4. Триумфът на Ендимион (1997)

### Илион/Олимп
1. Илион (2003) – Награда Локус 2004
2. Олимп (2005)

### Джо Курц
1. Куфарът (2001)
2. Hard Freeze (2002)
3. Hard as Nails (2003)

### Самостоятелни романи
- Песента на Кали (1985) – Световна награда за фентъзи 1986, ИК „Бард“, 2007
- Лешояди (1989)
- Phases of Gravity (1989)
- Entropy's Bed at Midnight (1990)
- Prayers to Broken Stones (1990) – сборник кратки разкази
- Summer of Night (1991)
- Children of the Night (1992) – Награда Локус 1993 (Ужас)
- Summer Sketches (1992) – сборник кратки разкази
- The Hollow Man (1992)
- Lovedeath (1993) – сборник кратки разкази
- Fires of Eden (1994)
- The Crook Factory (1999)
- Darwin's Blade (2000)
- A Winter's Haunting (2002)
- Worlds Enough & Time (2002) – сборник кратки разкази
- Ужас (2007), ИК „Изток-Запад“, 2013
- Drood (2009)
- Black Hills (2010)
- Flashback (2011)
- The Abominable (2013)

### Новели
- This Year's Class Picture (1992)
- The Guiding Nose of Ulfant Banderoz (2012)

### Екранизации
- 1990 Monsters – ТВ сериал, автор на 2 епизода
- 2014 The Terror – ТВ сериал, автор и изпълнителен продуцент